# Gracillariidae

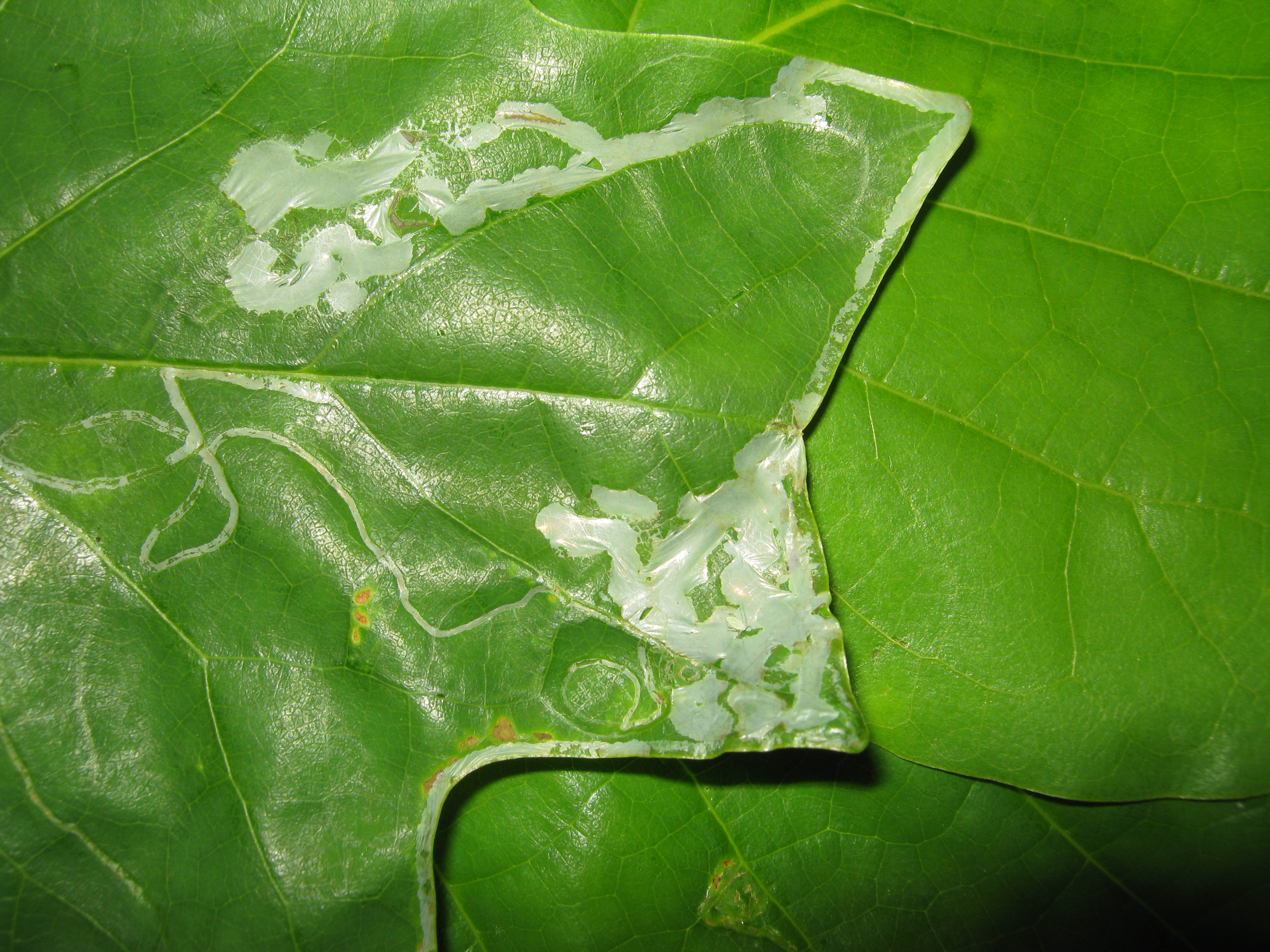
Galerías en hoja de Liriodendron causadas por la larva de Phyllocnistis liriodendronella

Gracillariidae es una familia importante de insectos del orden Lepidoptera, y la principal familia de los minadores. Incluye varias especies con repercusión en la agricultura y horticultora. Algunas especies, tales como Cameraria ohridella (minador del castaño de Indias) y Phyllocnistis citrella (minador de hojas de los cítricos), han sido recientemente introducidas a otros lugares.

## Taxonomía
Hay 98 géneros de Gracillariidae (ver el listado). Se dispone de una lista completa de todas las especies reconocidas (de Prins y de Prins 2005). En los trópicos hay muchas especies aún no descritas, pero también hay un catálogo en línea de las especies afrotropicales descritas . La fauna de Sudafríca es bastante bien conocida. 

## Distribución
Gracillariidae se encuentra distribuida en todas las regiones terrestres, a excepción de la Antártida. Esto la hace una especie cosmopolita.

## Identificación
Son mariposas pequeñas (envergadura: 5–20 mm). Las orugas son minadoras de hojas . A menudo es posible identificarlas sobre la base de la planta huésped. Es posible identificar a las subfamilias sobre la base de la posición de las alas cuando en reposo (Davis y Robinson, 1999). La mayoría de las Gracillariinae se posan con la parte anterior del cuerpo ligeramente elevada. Lithocolletinae y Phyllocnistinae mantienen el cuerpo paralelo a la superficie. Las Lithocolletinae a menudo mantienen la cabeza baja.

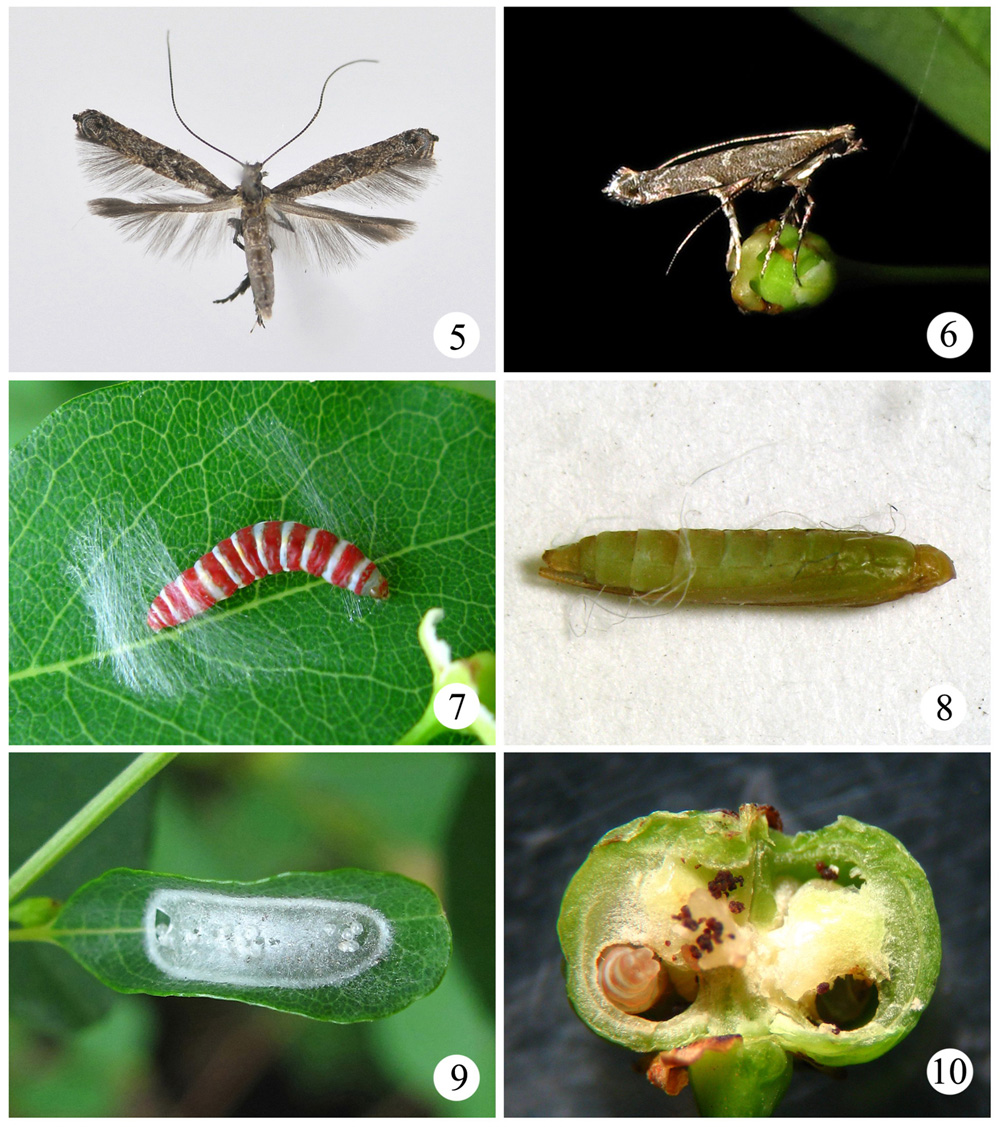
Ciclo vital de Conopomorpha flueggella. 5: macho. 6: hembra. 7: larva hilando el capullo. 8: pupa. 9: pupa en su capullo. 10: fruto dañado

## Ciclo de vida
Los estadios primero a quinto de la larva son aplanados y poseen piezas bucales adaptadas para alimentarse de la savia. Los siguientes estadios son cilíndricos y tienen piezas bucales masticatorias, típicas de larvas de Lepidoptera y se alimentan de tejidos de la hoja. También tienen órganos funcionales de producción de seda. Algunos géneros tienen un estadio intermedio en esta extraordinaria hipermetamorfosis (Davis y Robinson, 1999).

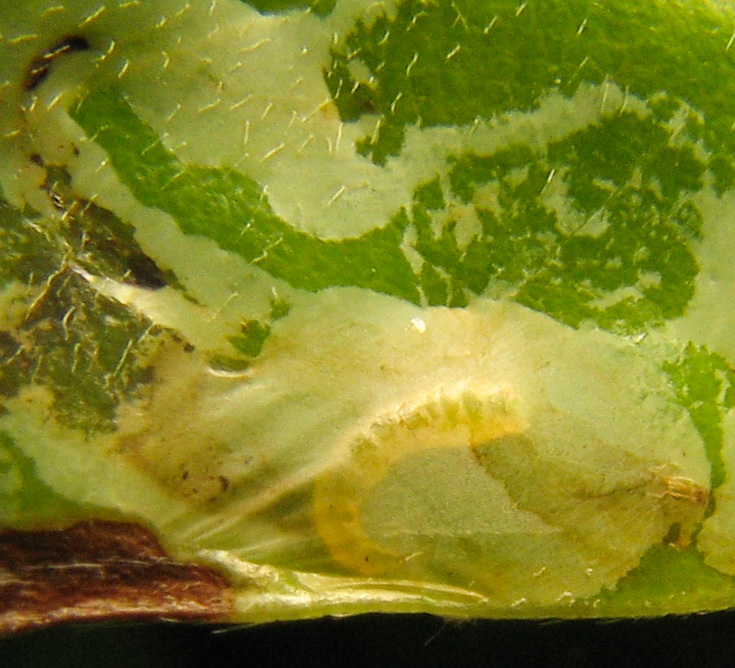
Phyllocnistis magnoliella en hoja de magnolia.

## Plantas huésped
Se conocen muchas plantas huéspedes, generalmente árboles o arbustos dicotiledóneos  (enlace roto disponible en Internet Archive; véase el historial, la primera versión y la última)..
Phyllocnistis citrella o el minador de hojas de los cítricos se alimenta de miembros de la familia Rutaceae y se ha convertido en plaga de las naranjas y otros cítricos.

## Fósiles
Es una familia antigua. Se han encontrado minas fósiles de Phyllocnistinae en rocas de 97 millones de edad en Kansas y Nebraska (Labandeira et al. 1994). Se conocen otros fósiles del Eoceno y Mioceno (de Prins y de Prins, 2005). También hay dos adultos en ámbar báltico de Lituania del Eoceno. Gracillariites lithuanicus Kozlov, 1987 y G. mixtus Kozlov, 1987) (de Prins y de Prins, 2005).

## Subfamilias y géneros
- Phyllocnistinae Herrich-Schäffer, 1857
  - Corythoxestis Meyrick, 1921
  - =Cryphiomystis Meyrick, 1922
  - Eumetrichroa Kumata, 1998
  - Guttigera Diakonoff, 1955
  - Metriochroa Busck, 1900
  - =Oecophyllembius Silvestri, 1908
  - Phyllocnistis Zeller, 1848
  - Prophyllocnistis Davis, 1994
- Gracillariinae Stainton, 1854
  - Gracillaria Haworth, 1928
  - =Gracilaria Zeller, 1839
  - =Gracilaria Walsingham, 1907
  - =Xanthospilapteryx Spuler, 1910
  - Acrocercops Wallengren, 1881
  - Africephala Vári, 1986
  - Amblyptila Vári, 1961
  - Apistoneura Vári, 1961
  - Apophthisis Braun, 1915
  - Aristaea Meyrick, 1907
  - Artifodina Kumata, 1985
  - Aspilapteryx Spuler, 1910
  - =Sabulopteryx Triberti, 1985
  - Borboryctis Kumata & Kurokoo, 1988
  - Callicercops Vári, 1961
  - Callisto Stephens, 1834
  - =Annickia Gibeaux, 1990
  - Caloptilia Hübner, 1825
  - =PoeciloptiliaHübner, 1825
  - =Ornix Collar, 1832
  - =Ornix Treitschke, 1833
  - =Coriscium Zeler, 1839
  - =Calliptilia Agassiz, 1847
  - =Timodora meyrick, 1886
  - =Antiolopha Meyrick, 1894
  - =Sphyrophora Vári, 1961
  - =Phylloptilia Kumata, 1982
  - =Rhadinoptilia Kumata, 1982
  - =Minyoptilia Kumata, 1982
  - =Cecidoptilia Kumata, 1982
  - Calybites Hübner, 1822
  - Chilocampyla Busck, 1900
  - Chrysocercops Kumata & Kuroko, 1988
  - Conopobathra Vári, 1961
  - Conopomorpha Meyrick, 1885
  - Conopomorphina Vári, 1961
  - Corethrovalva Vári, 1961
  - Cryptolectica Vári, 1961
  - Cryptologa Fletcher, 1921
  - Cupedia Klimesch & Kumata, 1973
  - Cuphodes Meyrick, 1897
  - Cyphosticha Meyrick, 1907
  - Dekeidoryxis Kumata, 1989
  - Dendrorycter Kumata, 1978
  - Deoptilia Kumata & Kuroko, 1988
  - Dextellia Triberti, 1986
  - Dialectica Walsingham, 1897
  - Diphtheroptila Vári, 1961
  - Dysectopa Vári, 1961
  - Ectropina Vári, 1961
  - Epicephala Meyrick, 1980
  - =Iraina Diakonoff, 1955
  - =Leiocephala Kuznetzov & Baryschnikova, 2001
  - Epicnistis Meyrick, 1906
  - Eteoryctis Kumata & Kuroko, 1988
  - Eucalybites Kumata, 1982
  - Eucosmophora Walsingham, 1897
  - Euprophantis Meyrick, 1921
  - Eurytyla Meyrick, 1893
  - Euspilapteryx Stephens, 1835
  - Gibbovalva Kumata & Kuroko, 1988
  - Graphiocephala Vári, 1961
  - Hypectopa Diakonoff, 1955
  - Ketapangia Kumata, 1995
  - Lamprolectica Vári, 1961
  - Leucanthiza Clemens, 1859
  - Leucocercops Vári, 1961
  - Leucospilapteryx Spuler, 1910
  - Liocrobyla Meyrick, 1916
  - Macarostola Meyrick, 1907
  - Marmara Clemens, 1863
  - Melanocercops Kumata & Kuroko, 1988
  - Metacercops Vári, 1961
  - Micrurapteryx Spuler, 1910
  - Monocercops Kumata, 1989
  - Neurobathra Ely, 1918
  - Neurolipa Ely, 1918
  - Neurostrota Ely, 1918
  - Oligoneurina Vári, 1961
  - Ornixola Kuznetzov, 1979
  - Pareclectis Meyrick, 1937
  - Parectopa Clemens, 1860
  - Parornix Spuler, 1910
  - =Alfaornix Kuznetzov, 1979
  - =Betaornix Kuznetzov, 1979
  - =Deltaornix Kuznetzov, 1979
  - =Gammaornix Kuznetzov, 1979
  - Penica Walsingham, 1914
  - Philodoria Walsingham, 1907
  - =Euphilodoria Zimmermann, 1978
  - Phodoryctis Kumata & Kuroko, 1988
  - Phrixosceles Meyrick, 1908
  - Pleiomorpha Vári, 1961
  - Pogonocephala Vári, 1961
  - Polydema Vári, 1961
  - Polymitia Triberti, 1986
  - Polysoma Vári, 1961
  - Psydrocercops Kumata & Kuroko, 1988
  - Sauterina Kuznetzov, 1979
  - Schedocercops Vári, 1961
  - Semnocera Vári, 1961
  - Spanioptila Walsingham, 1897
  - Spulerina Vári, 1961
  - Stomphastis Meyrick, 1912
  - Synnympha Meyrick, 1915
  - Systoloneura Vári, 1961
  - Telamoptilia Kumata & Kuroko, 1988
- Lithocolletinae Stainton, 1854
  - Cameraria Chapman, 1902
  - Chrysaster Kumata, 1961
  - Cremastobombycia Braun, 1908
  - Hyloconis Kumata, 1963
  - Macrosaccus Davis and De Prins, 2011
  - Neolithocolletis Kumata, 1963
  - Phyllonorycter Hübner, 1822
  - =Lithocolletis Hübner, 1825
  - =Eucestis Hübner, 1825
  - =Hirsuta Fletcher, 1929
  - Porphyrosela Braun, 1908
  - Protolithocolletis Braun, 1929
- Subfamilia Oecophyllembiinae (discutida)
  - Angelabella Vargas & Parra, 2005
- Subfamilia sin asignar
  - Chileoptilia Vargas & Landry, 2005
  - †Gracillariites Kozlov, 1987

- Especies sin clasificar
  - "Ornix" blandella Müller-Rutz, 1920, descrita en Suiza. Larvas alimentándose en Salix. Status taxonómico desconocido.
  - "Gracilaria" confectella Walker, 1864
  - "Gracilaria" delicatulella Walker, 1864
  - "Phyllonorycter" fennicella Hering, 1924, descrita en Finlandia. Plantas huéspedes Salix spp. Status taxonómico desconocido, pero posiblemente sinónimo de Lithocolletis viminetorum o Lithocolletis salictella.
  - "Lithocolletis" graeseriella Sorhagen, 1900, see Phyllonorycter
  - "Lithocolletis" italica Herrich-Schäffer, 1855, descrita en Italia. Status taxonómico desconocido.
  - "Ornix" jyngipennella Heydenreich, 1851, nomen nudum.
  - "Lithocolletis" lativitella Sorhagen, 1900, this species was described from Germany. Larvae were recorded feeding on Sorbus aria and Pyrus scandinavica. Status taxonómico desconocido. Puede ser sinónimo de Tinea lantanella Schrank, 1802.
  - "Lithocolletis" norvegicella Strand, 1919, descrita en Noruega. Status taxonómico desconocido.
  - "Gracillaria" pistaciella Rondani, 1876, descrita en Italia. Larvas se alimentan de Pistacia terebinthus.
  - "Ornix" quercella Müller-Rutz, 1934, descrita en Suiza. Larvas posiblemente en Quercus sp. Status taxonómico desconocido.
  - "Phyllonorycter" sessilifoliella Hering, 1957, descrita en el sur de Francia, posiblemente alimentada en Quercus sp. nomen nudum